# Hårig skogsmyra
Hårig skogsmyra (Formica lugubris) är en myrart som beskrevs av Zetterstedt 1838. Hårig skogsmyra ingår i släktet Formica och familjen myror. IUCN kategoriserar arten globalt som nära hotad. Arten är reproducerande i Sverige. Inga underarter finns listade i Catalogue of Life.

## Bildgalleri

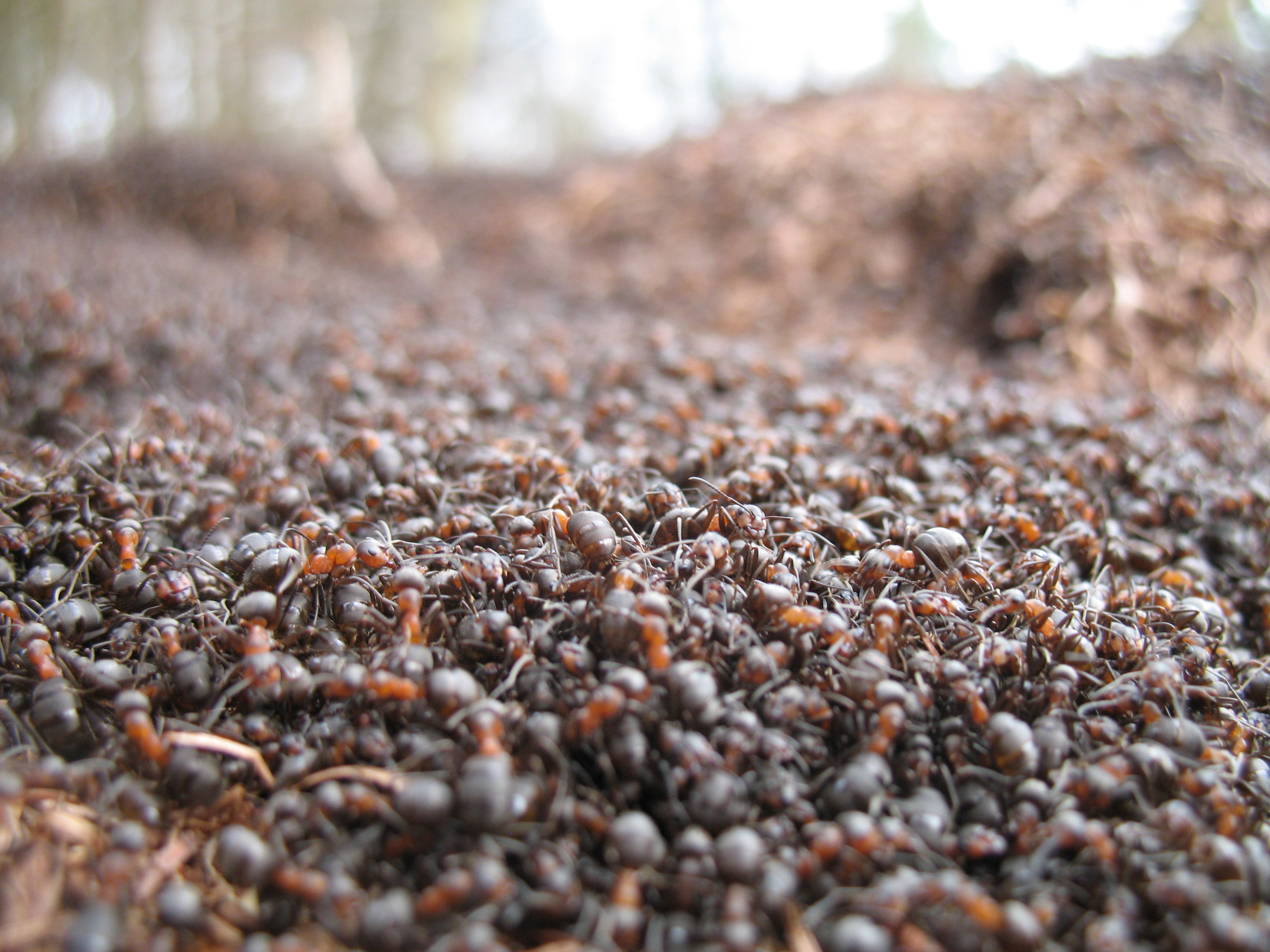
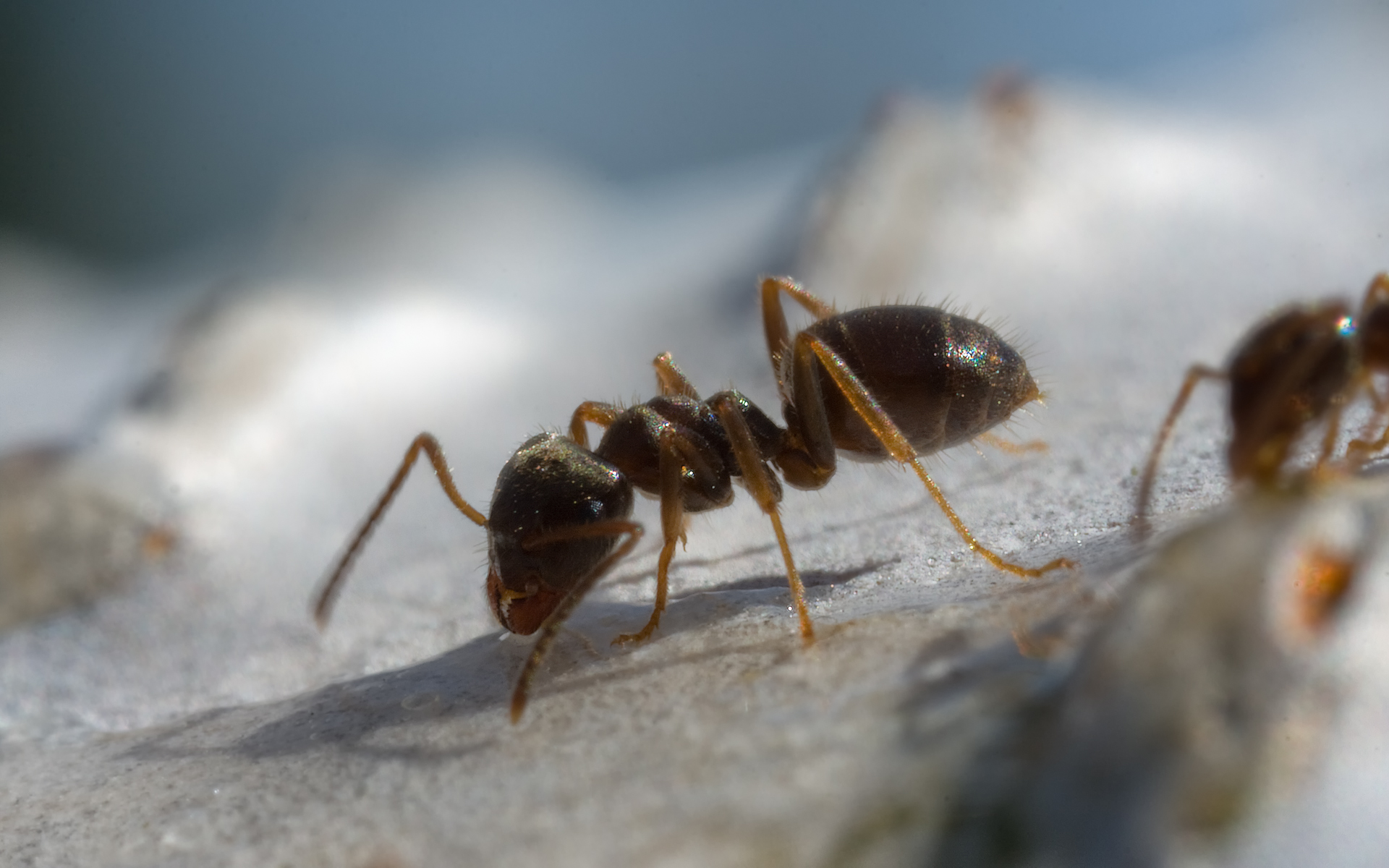
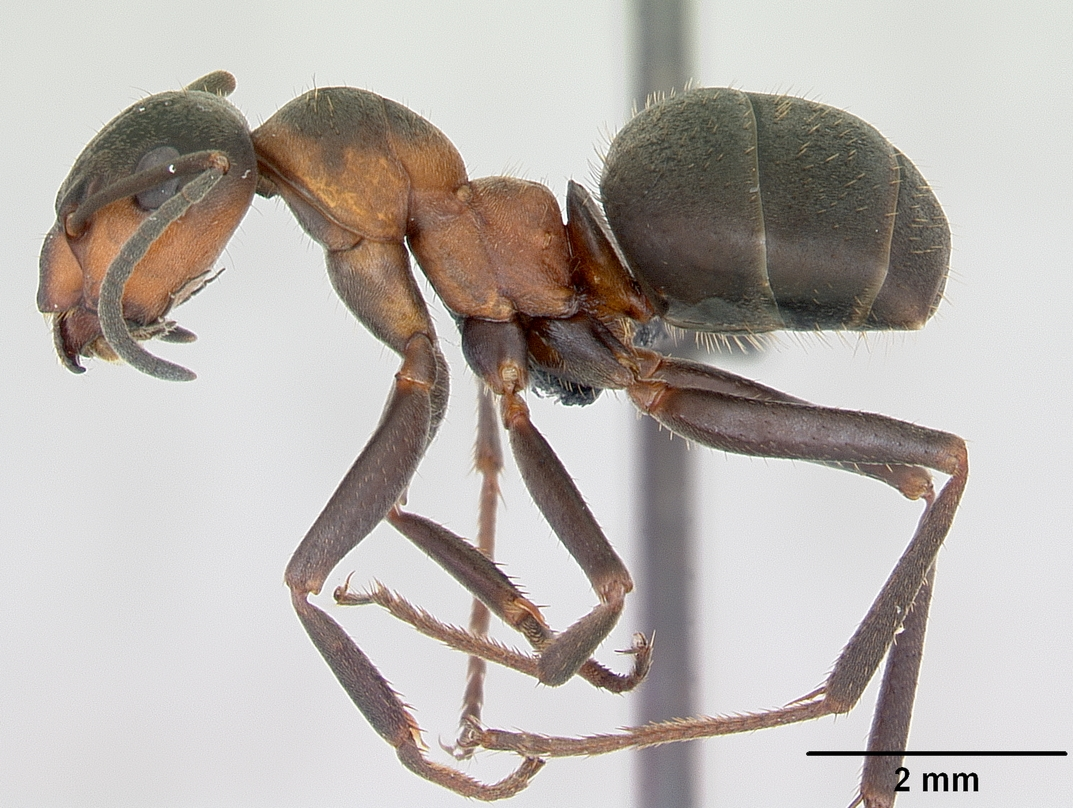
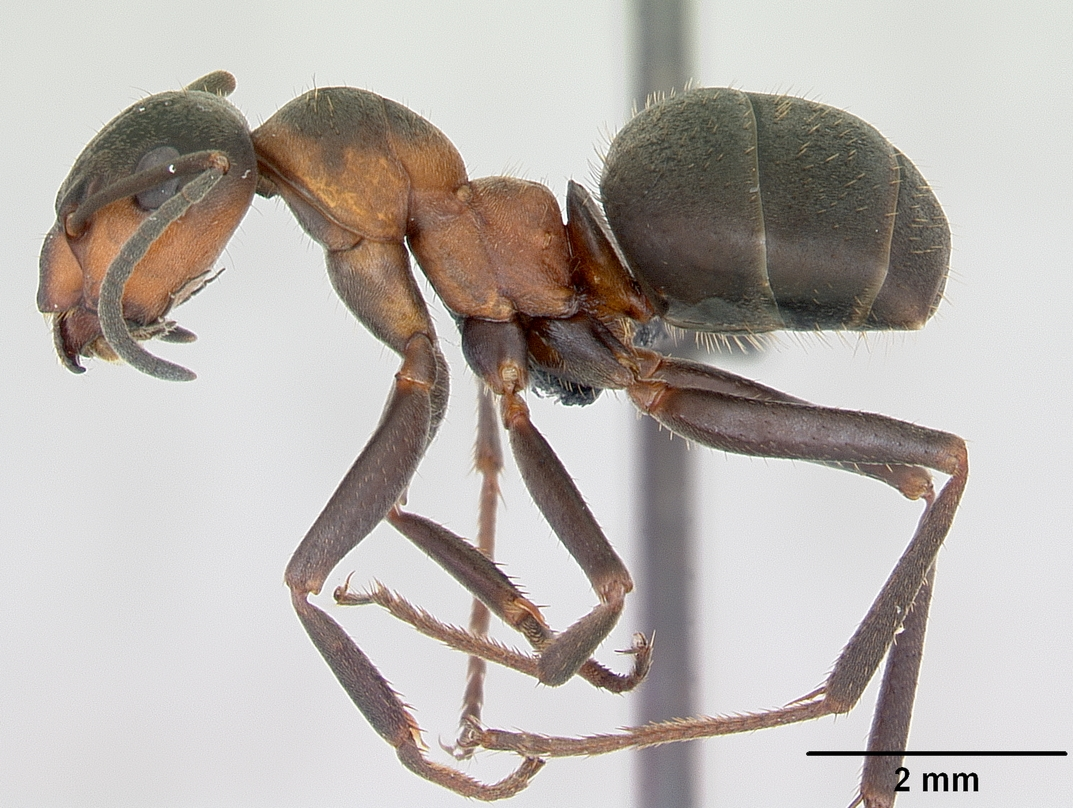
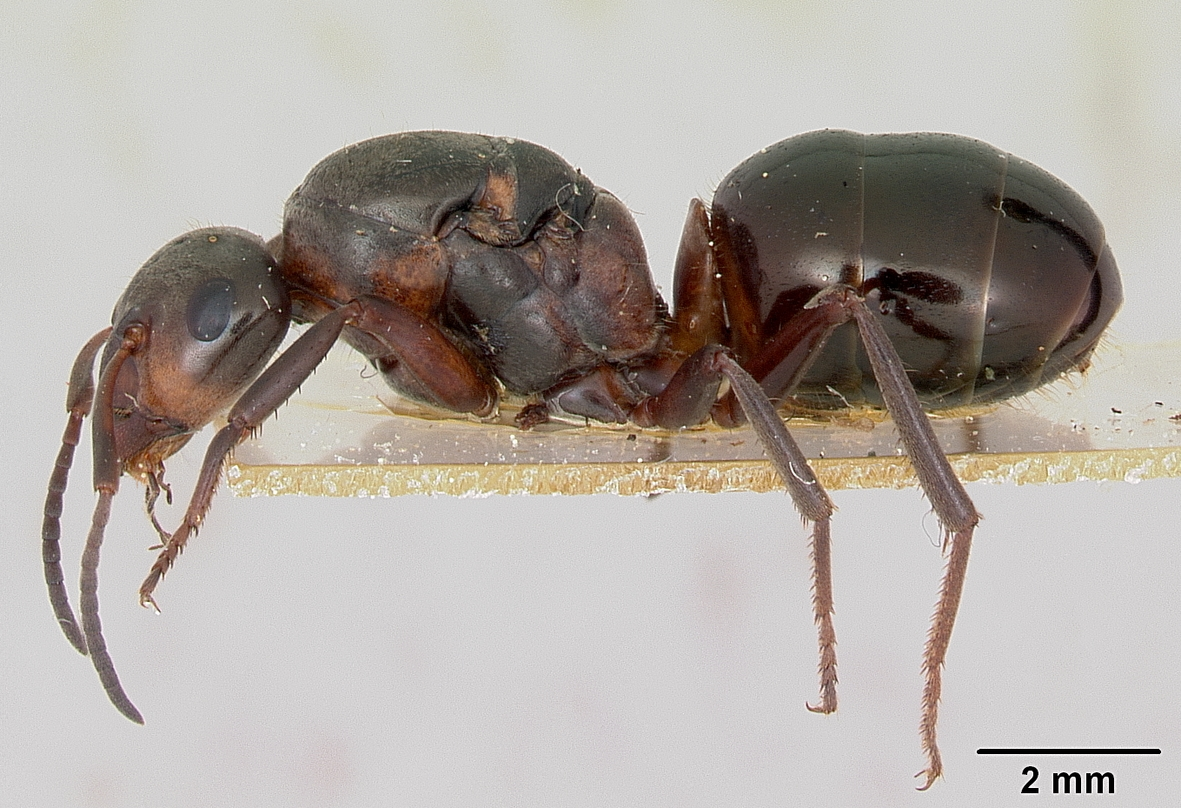
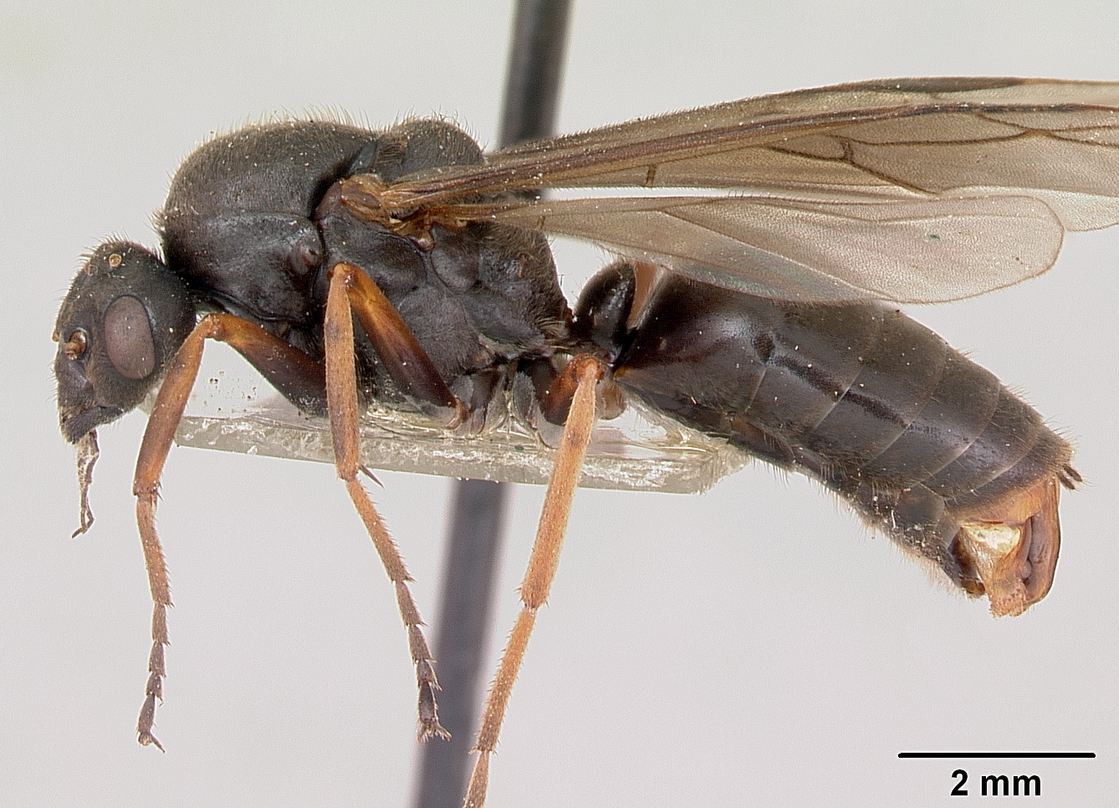